# Erannis bellaria
Erannis bellaria là một loài bướm đêm trong họ Geometridae.